# لورا کالپاکیان
لورا ان کالپاکیان (به انگلیسی: Laura Anne Kalpakian) (زاده ۲۸ ژوئن ۱۹۴۵) یک نویسنده و مددکار اجتماعی ارمنی‌تبار اهل ایالات متحده آمریکا است. وی همچنین آثاری تحت اسامی مستعار "جولیت فیتزجرالد" و "کرینا جین گری" نیز به‌چاپ رسانده است.

## زندگی‌نامه
کالپاکیان در لانگ بیچ، کالیفرنیا به دنیا آمد و در جنوب کالیفرنیا بزرگ شد. در سال ۱۹۶۷ مدرک کارشناسی را از دانشگاه کالیفرنیا، ریورساید کسب نمود. وی مدرک کارشناسی ارشد را نیز از دانشگاه دلاویر دریافت نمود. در ۱۹۷۷ با مدرک دکتری در رشته ادبیات از دانشگاه کالیفرنیا، سن دیگو فارغ‌التحصیل شد. وی پشتوانه ملی هنرهای آمریکا را دریافت نمود. وی اولین نویسنده آمریکایی ارمنی‌تبار می‌باشد که برنده جایزه ادبی آناهید شده‌است. وی برنده جوایز دیگری همچون جایزه پوشکارت شده‌است.
دو پسر وی بر مک‌کرری و برندن مک‌کرری در حوزه موسیقی فعالیت می‌کنند.
وی در ایران با رمان «کوزت» که دنباله‌ای است بر رمان بی‌نوایان نوشته ویکتور هوگو شناخته می‌شود.

## کتابشناسی
- رمان کوزت (۱۹۹۵ هارپر کالینز)